# Cantón de Duclair
El cantón de Duclair era una división administrativa francesa, que estaba situada en el departamento de Sena Marítimo y la región de Alta Normandía.

## Composición
El cantón estaba formado por diecisiete comunas:
- Anneville-Ambourville
- Bardouville
- Berville-sur-Seine
- Duclair
- Épinay-sur-Duclair
- Hénouville
- Jumièges
- Le Mesnil-sous-Jumièges
- Le Trait
- Mauny
- Quevillon
- Sainte-Marguerite-sur-Duclair
- Saint-Martin-de-Boscherville
- Saint-Paër
- Saint-Pierre-de-Varengeville
- Yainville
- Yville-sur-Seine

## Supresión del cantón de Duclair
En aplicación del Decreto nº 2014-266 de 27 de febrero de 2014, el cantón de Duclair fue suprimido el 22 de marzo de 2015 y sus 17 comunas pasaron a formar parte del nuevo cantón de Barentin.